# 阿倫山國家公園
1°31′48″N 10°6′36″E / 1.53000°N 10.11000°E

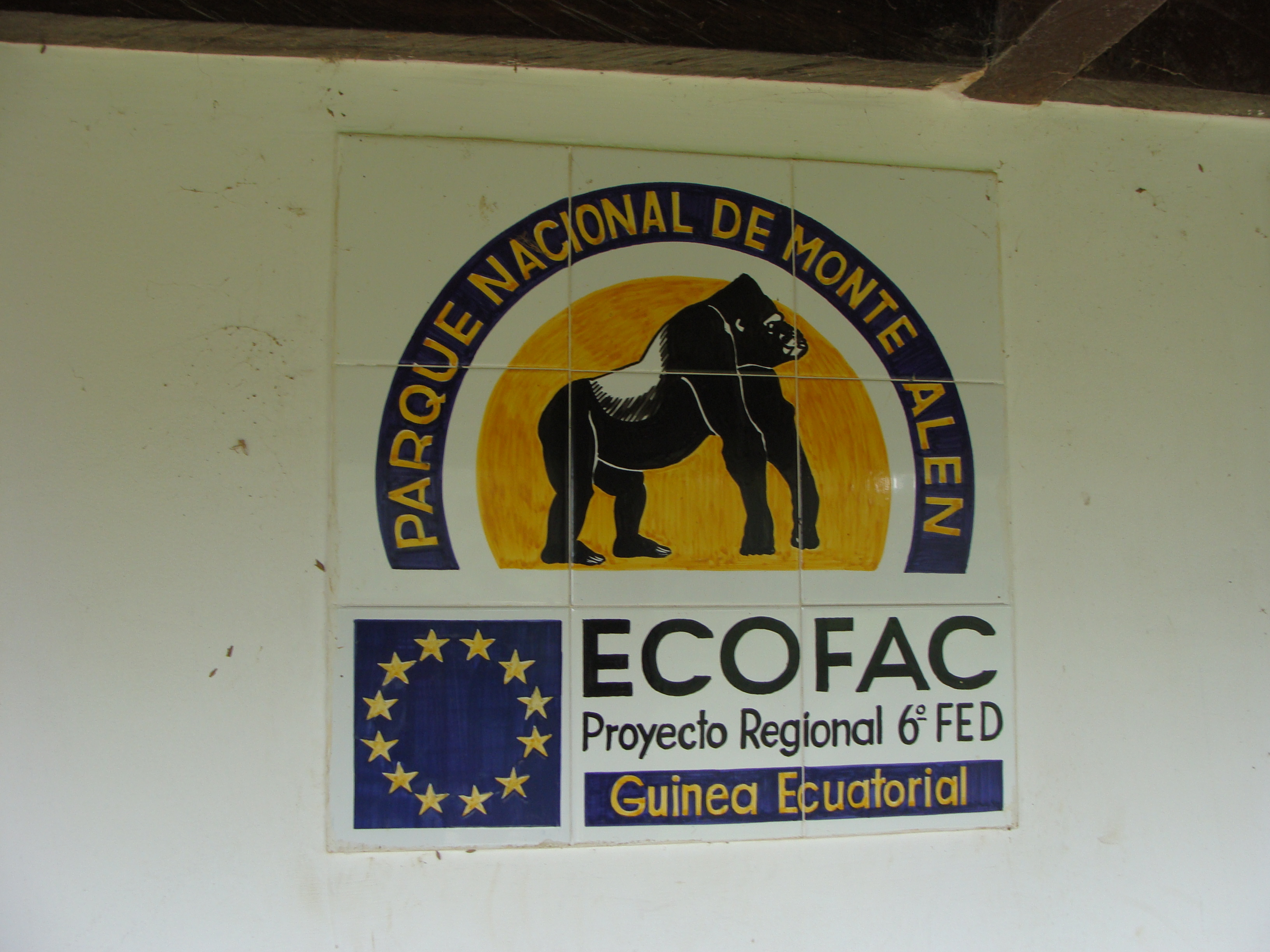

阿倫山國家公園是赤道幾內亞的國家公園，位於該國中部中南省，始建於1990年，面積2,000平方公里，有超過105種哺乳類動物棲息。